# Sirenerne
|  | Denne artikel er oprettet af botten PalnaBot ud fra en ekstern database. Den kan derfor have sproglige fejl eller mangler. Denne skabelon kan fjernes efter kontrol af indholdet. |

Sirenerne er en dokumentarfilm instrueret af Irene Werner Stage efter manuskript af Irene Werner Stage, Ann-Jette Zikovic, Karen Hink.

## Handling
Filmen, der må betragtes som en poetisk dokumentarfilm, handler om 3 kvinder, der bor i et betonbyggeri med deres børn. I korte træk vises deres udvikling fra en mere passiv rolle til at indgå i en bredere kvindesammenhæng. Uanset hvor vi bor, har vi en historie, seksualitet, drømme og kræfter, der i visse situationer kan frigøres.